# Ralph Johnson (baloncestista)
David Ralph "Boag" Johnson (Huntington, Indiana, 6 de diciembre de 1921 - Cleveland, Ohio,11 de julio de 2005) fue un jugador de baloncesto estadounidense que disputó cuatro temporadas en la NBA, y dos más previamente en la NBL. Con 1,83 metros de estatura, jugaba en la posición de base.

## Trayectoria deportiva

### Universidad
Jugó durante su cuatro temporadas, interrumpidas por el servicio militar, con los Foresters de la Universidad Huntington, acabando en dos ocasiones entre los cuatro mejores anotadores del estado de Indiana. Es el único jugador hasta la fecha de su universidad en llegar a jugar en la NBA.

### Profesional
En 1947 fichó por los Anderson Duffey Packers de la NBL, donde en su segunda temporada fue una de las piezas clave para conseguir el título de liga, promediando 8,1 puntos por partido, y siendo elegido en el segundo mejor quinteto de la competición.
En 1949 el equipo cambió de liga, pasando a jugar en la NBA. Mediada la temporada fue traspasado junto con Howie Shultz a los Fort Wayne Pistons a cambio de Charlie Black y Richie Niemiera. Allí acabó la temporada y jugó tres más, siendo la mejor la 1950-51, en la que promedió 8,6 puntos, 4,0 \rebotes y 2,7 asistencias por partido.

## Estadísticas de su carrera en la NBA

### Temporada regular
| Temporada | Edad | Equipo             | Liga | Pos. | P   | TIT | MIN  | TC  | TCA  | %TC  | 3P | 3PA | %3P | TL  | TLA | %TL  | R.OF. | R.DEF. | REB | ASIS | ROB | TAP | PER | FP  | PTS |
| 1949-50   | 28   | TOTAL              | NBA  | PG   | 67  |     |      | 3.6 | 11.6 | .312 |    |     |     | 1.6 | 1.9 | .806 |       |        |     | 2.6  |     |     |     | 3.1 | 8.8 |
| 1949-50   | 28   | Anderson Packers   | NBA  | PG   | 35  |     |      | 3.8 | 12.2 | .312 |    |     |     | 2.0 | 2.4 | .855 |       |        |     | 3.0  |     |     |     | 3.2 | 9.6 |
| 1949-50   | 28   | Fort Wayne Pistons | NBA  | PG   | 32  |     |      | 3.4 | 11.0 | .312 |    |     |     | 1.0 | 1.4 | .717 |       |        |     | 2.1  |     |     |     | 3.0 | 7.9 |
| 1950-51   | 29   | Fort Wayne Pistons | NBA  | PG   | 68  |     |      | 3.5 | 10.8 | .319 |    |     |     | 1.7 | 2.4 | .704 |       |        | 4.0 | 2.7  |     |     |     | 3.6 | 8.6 |
| 1951-52   | 30   | Fort Wayne Pistons | NBA  | PG   | 66  |     | 34.3 | 3.2 | 9.0  | .356 |    |     |     | 1.5 | 2.1 | .721 |       |        | 3.4 | 3.2  |     |     |     | 3.7 | 7.9 |
| 1952-53   | 31   | Fort Wayne Pistons | NBA  | PG   | 3   |     | 10.0 | 1.0 | 3.0  | .333 |    |     |     | 0.7 | 1.0 | .667 |       |        | 0.3 | 1.7  |     |     |     | 2.0 | 2.7 |
| Total     |      |                    | NBA  |      | 204 |     | 33.3 | 3.4 | 10.4 | .327 |    |     |     | 1.6 | 2.1 | .740 |       |        | 3.6 | 2.8  |     |     |     | 3.4 | 8.4 |

### Playoffs
| Temporada | Edad | Equipo             | Liga | Pos. | P | TIT | MIN  | TC  | TCA  | %TC  | 3P | 3PA | %3P | TL  | TLA | %TL   | R.OF. | R.DEF. | REB | ASIS | ROB | TAP | PER | FP  | PTS |
| 1949-50   | 28   | Fort Wayne Pistons | NBA  | PG   | 4 |     |      | 2.0 | 8.0  | .250 |    |     |     | 3.0 | 4.0 | .750  |       |        |     | 2.0  |     |     |     | 3.3 | 7.0 |
| 1950-51   | 29   | Fort Wayne Pistons | NBA  | PG   | 3 |     |      | 4.0 | 10.7 | .375 |    |     |     | 0.3 | 0.7 | .500  |       |        | 2.3 | 2.3  |     |     |     | 5.7 | 8.3 |
| 1951-52   | 30   | Fort Wayne Pistons | NBA  | PG   | 2 |     | 35.0 | 4.0 | 11.5 | .348 |    |     |     | 0.5 | 0.5 | 1.000 |       |        | 3.0 | 3.5  |     |     |     | 5.5 | 8.5 |
| Total     |      |                    | NBA  |      | 9 |     | 35.0 | 3.1 | 9.7  | .322 |    |     |     | 1.6 | 2.1 | .737  |       |        | 2.6 | 2.4  |     |     |     | 4.6 | 7.8 |